# 1401-es mellékút (Magyarország)
Az 1401-es mellékút egy négyszámjegyű mellékút Győr-Moson-Sopron vármegyében; Győrt köti össze Mosonmagyaróvárral a Szigetközön keresztül. Közel 40 kilométeres hosszával a Szigetköz legfontosabb útja.

## Nyomvonala
Az út végig jellemzően északnyugati irányban halad. Győrben a révfalui városrész északi részén ágazik ki a 14-es főútból (annak a 2+400-as kilométerszelvénye előtt), amely itt a Galántai út nevet viseli. Első 11 kilométerén jelentősebb elágazások nélkül húzódik, áthaladva Győrújfalu, Győrzámoly, Győrladamér és Dunaszeg településeken. Körülbelül a 11+200-as kilométerszelvénynél van a kezdőpontja után az első jelentősebb elágzása: kiágazik belőle a Dunaszentpálra vezető 14 102-es út, továbbhaladva az út érinti a Dunaszeghez tartozó Gyulamajort, majd több kilométeren keresztül Dunaszeg és Dunaszentpál közigazgatási határával egy vonalban halad, de utóbbi települést ennél jobban nem érinti.
A következő lakott hely, amit érint, az Ásványráróhoz tartozó Zsejkepuszta, majd a 14+700-as kilométerszelvénye közelében beletorkollik az 1402-es út (Mosonszentmiklós felől), annak 7. kilométere után. Ásványráró, majd Hédervár következik, utóbbi központjában két iránytörése is van, mindkettőnél kiágazik belőle egy-egy országos közút: előbb az 1411-es, amely Lipót település központjáig vezet, majd az 1403-as út, Kimle és az 1-es út felé. Darnózseli a következő települése, a falu első házainál torkollik bele a Kimle–Novákpuszta felől érkező 1404-es út. A település központjáig, majdnem 1 kilométeren át közös nyomvonalon halad a két út (kilométer-számozás tekintetében megegyező irányba), majd az 1404-es északkelet felé ágazik el, ahonnan Lipótig vezet, az 1401-es pedig északnyugat felé megy tovább.
A folytatásban elhalad a Halászihoz tartozó Arak településrész mellett, annak lakott területétől északra; az oda vezető 14 106-os út a falu előtt, nem sokkal a 28. kilométert követően ágazik ki az útból, majd kevesebb, mint két kilométer után vissza is tér oda. A 32. kilométere közelében torkollik bele a Mosonmagyaróvárról induló, Máriakálnokot feltáró 1406-os út. Halászi első házai előtt ágazik ki belőle kelet felé az 1405-ös út, ez Püskin át, Dunaremetét súrolva szintén Lipótig tart. Halászi lakott területén ágazik ki az 1407-es út, amely Dunasziget és Tejfalusziget érintésével Dunakilitiig tart. Ezután az 1401-es keresztezi a Mosoni-Dunát, átkel annak túlpartjára, 38. kilométere után keresztezi a Lajtát is, végül a 15-ös főútba csatlakozva ér véget Mosonmagyaróvár központjában, a város magyaróvári részén.

## Története
1934-ben a kereskedelem- és közlekedésügyi miniszter 70 846/1934. számú rendelete a teljes hosszában harmadrendű főútnak nyilvánította, 112-es útszámozással.
Egy dátum nélküli, feltehetőleg 1950 körül készült térkép ugyancsak harmadrendű főútként, de 151-es számozással szerepelteti.
2013 júniusában a Mosoni-Duna kiöntésekor először félpályán, később teljes szélességében lezárták. 2014-ben az árvízi munkálatok miatt az utat Mecsér és Dunaszentpál között felújították.

## Települések az út mentén

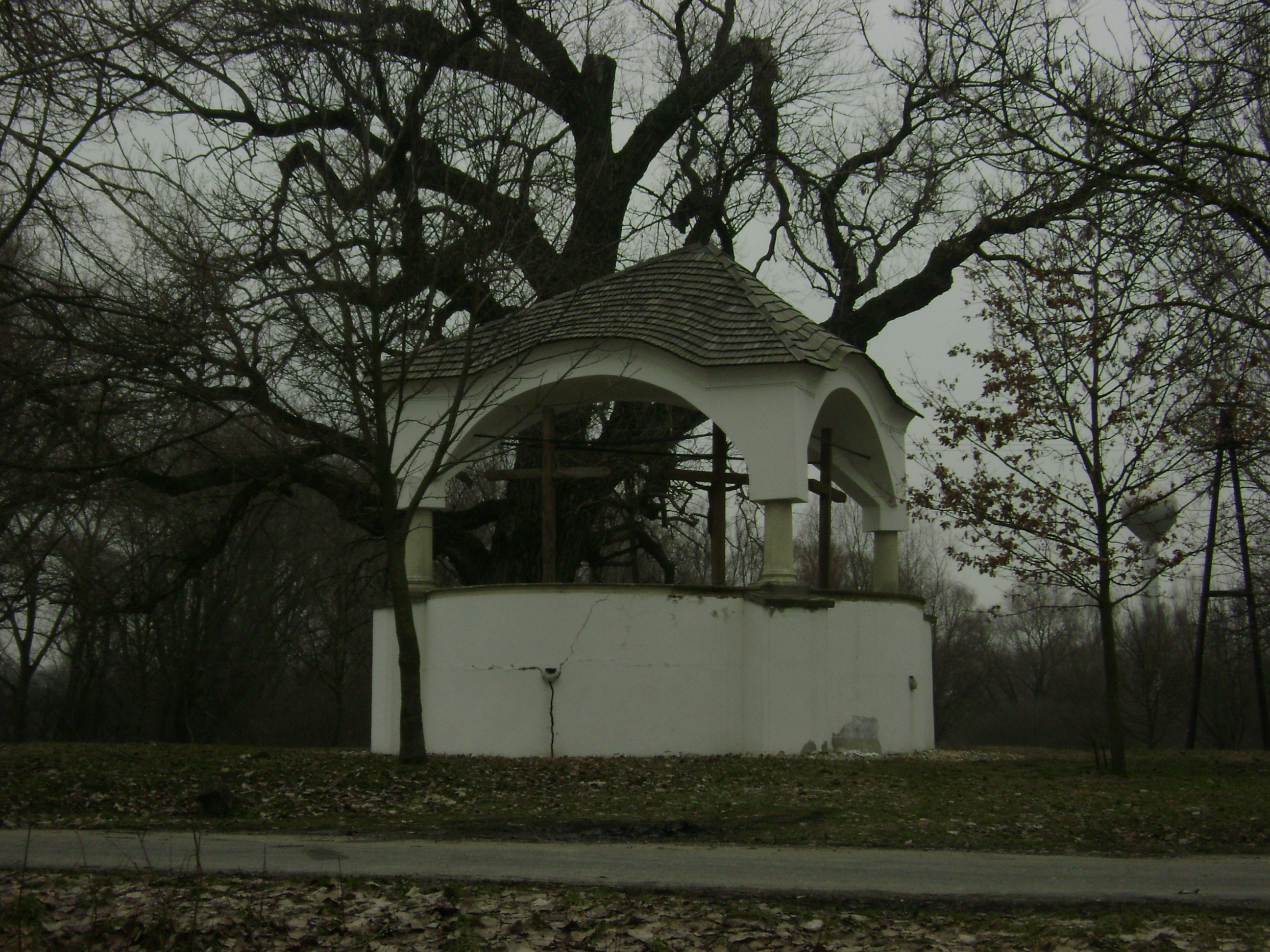
Az ásványrárói Kálvária

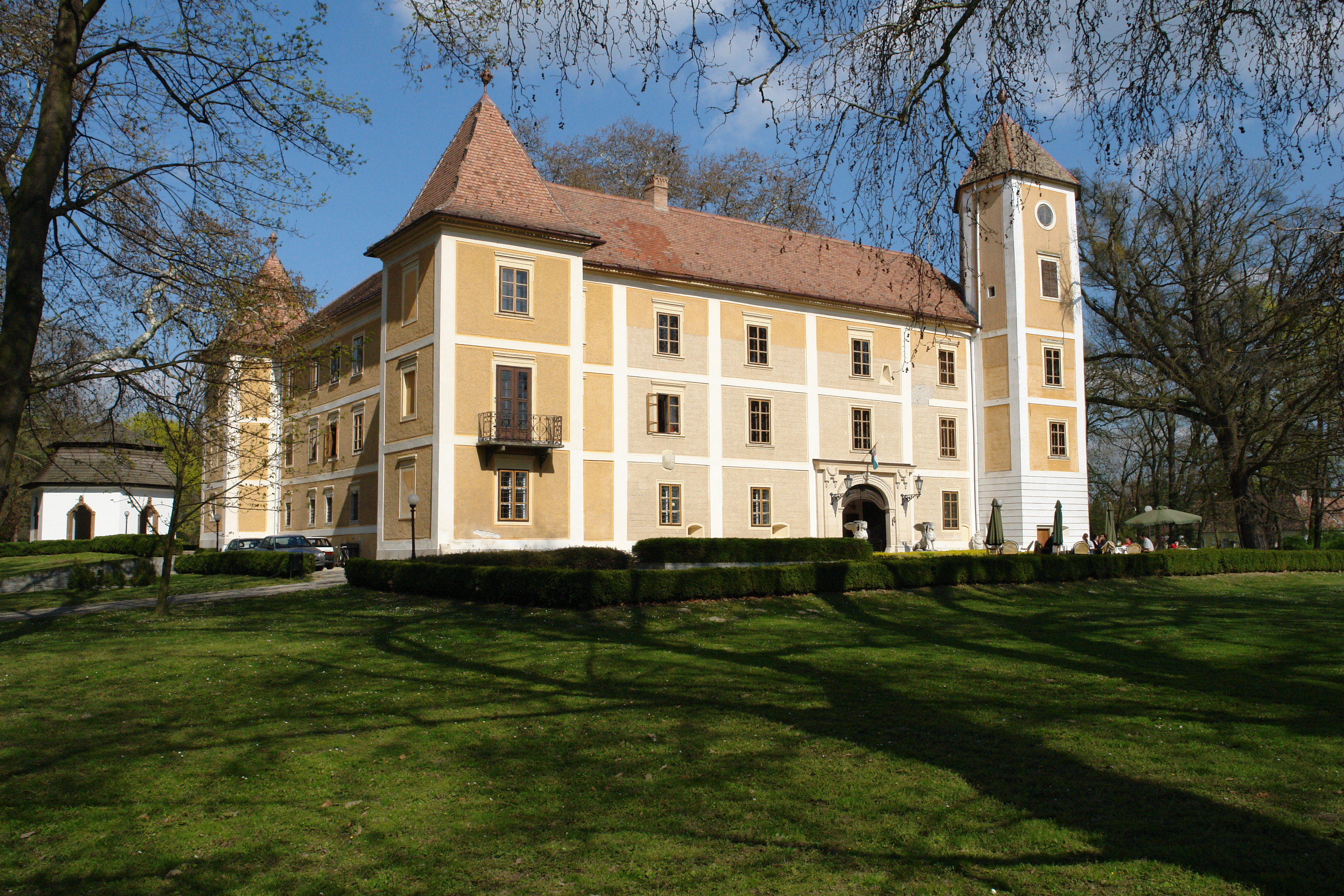
A hédervári kastélyszálló

- Győrújfalu
- Győrzámoly
- Győrladamér
- Dunaszeg
- Gyulamajor
- Zsejkepuszta
- Ásványráró
- Hédervár

- Darnózseli
- Arak
- Halászi
- Mosonmagyaróvár